# 경상북도의 역사
경상북도는 1896년 13도제 실시에 따라 경상도에서 분리되어, 경상북도라 부르게 되고 경상북도의 수부(首府)는 대구에 두었다. 그 후 1981년 7월 1일 대구직할시로 승격 분리되어 2011년 현재에는 10개의 시와 13개의 군이 존속하게 되었다.

## 개요
- 1895년 6월 23일 23부제#동래부(東萊府), 23부제#대구부(大邱府), 23부제#안동부(安東府) 실시.
- 1896년 8월 4일 13도제 실시에 따라 경상북도라 부르게 되고 경상북도의 수부(首府)는 대구부에 두었다.[1]
- 1914년 3월 1일 경상남도 울도군(울릉도, 독도)이 경상북도에 편입되었다.
- 1915년 울도군을 울릉도로 개칭하였다.
- 1949년 8월 14일 영일군 포항읍, 김천군 김천읍이 각각 포항부, 김천부로 승격되었고, 김천군을 금릉군으로 개칭하였다.
- 1949년 8월 15일 대구부를 대구시로, 포항부를 포항시로, 김천부를 김천시로, 울릉도를 울릉군으로 개칭하였다.
- 1955년 9월 1일 경주군 경주읍, 내동면이 경주시로 승격되었고, 경주읍, 내동면을 제외한 나머지 경주군은 월성군으로 개칭되었다.
- 1963년 1월 1일 안동군 안동읍이 안동시로 승격되었으며 동시에 강원도 울진군이 경상북도로 편입되었다.
- 1978년 2월 15일 선산군 구미읍이 구미시로 승격되었고, 동시에 칠곡군 인동면을 구미시로 편입하였다.
- 1980년 4월 1일 영주군 영주읍이 영주시로 승격되었다. 영주읍을 제외한 나머지 영주군은 영풍군으로 개칭되었다.
- 1981년 7월 1일 대구시가 대구직할시로 승격되어 경상북도에서 분리되었고, 영천군 영천읍이 시로 승격되었다. 동시에 경상북도 경산군 안심읍, 고산면과 칠곡군 칠곡읍과 달성군 공산면, 성서읍, 월배읍이 대구직할시 관할로 이관되었다.
- 1983년 2월 15일 칠곡군 북삼면 오태동이 구미시 관할로 이관되었다.
- 1986년 1월 1일 상주군 상주읍이 상주시로, 문경군 점촌읍이 점촌시로 승격되었다.
- 1988년 경상북도의 모든 군에 있는 동을 리로 일괄 개칭하였다.
- 1989년 1월 1일 경산군 경산읍이 경산시로 승격되었다. 동시에 월성군을 경주군으로 개칭하였다.
- 1995년 1월 1일 포항시와 영일군이, 김천시와 금릉군이, 경주시와 경주군이, 안동시와 안동군이, 구미시와 선산군이, 영주시와 영풍군이, 영천시와 영천군이, 상주시와 상주군이, 점촌시와 문경군이(문경시), 경산시와 경산군이 통합하여 도농복합시로 개편되었다.
- 1995년 3월 1일 달성군이 대구광역시로 편입되어 경상북도에서 분리되었다.
- 2008년 6월 8일 경상북도청 이전 예정지가 안동시 풍천면과 예천군 호명면 일대로 결정되었다.[2]
- 2016년 2월 12일 대구광역시에 있던 경상북도청이 경상북도 안동시 풍천면과 예천군 호명면 일대의 경상북도청신도시로 이전하였다.

## 시
- 경산시 (慶山市) - 1989년 1월 1일 경산시 승격
- 경주시 (慶州市) - 1955년 9월 1일 경주시 승격
- 구미시 (龜尾市) - 1978년 2월 15일 구미시 승격
- 김천시 (金泉市) - 1949년 8월 14일 김천부 승격
- 문경시 (聞慶市) - 1986년 1월 1일 점촌시 승격
- 상주시 (尙州市) - 1986년 1월 1일 상주시 승격
- 안동시 (安東市) - 1963년 1월 1일 안동시 승격
- 영주시 (榮州市) - 1980년 4월 1일 영주시 승격
- 영천시 (永川市) - 1981년 7월 1일 영천시 승격
- 포항시 (浦項市) - 1949년 8월 14일 포항부 승격
  - 남구 - 1995년 1월 1일 분구
  - 북구 - 1995년 1월 1일 분구

## 사라지거나 다른지방자치단체로 이관된 행정 구역
- 대구시 (大邱市) - 1981년 7월 1일 대구직할시로 승격 분리(현.대구광역시)
- 금릉군 (金陵郡) - 1995년 1월 1일 김천시에 병합
- 경산군 (慶山郡) - 1995년 1월 1일 경산시에 병합
- 선산군 (善山郡) - 1995년 1월 1일 구미시에 병합
- 상주군 (尙州郡) - 1995년 1월 1일 상주시에 병합
- 안동군 (安東郡) - 1995년 1월 1일 안동시에 병합
- 영일군 (迎日郡) - 1995년 1월 1일 포항시에 병합
- 영천군 (永川郡) - 1995년 1월 1일 영천시에 병합
- 영풍군 (榮豊郡) - 1995년 1월 1일 영주시에 병합
- 경주군 (慶州郡, 월성군) - 1995년 1월 1일 경주시에 병합
- 문경군 (聞慶郡) - 1995년 1월 1일 점촌시와 합병하여 문경시가 됨
- 점촌시 (店村市) - 1995년 1월 1일 문경군과 합병하여 문경시가 됨
- 달성군 (達城郡) - 1995년 3월 1일 대구광역시로 이관